# Valeska Menezes
Valeska dos Santos Menezes (Niterói, 23 de abril de 1976), conhecida profissionalmente como Valeskinha, é uma ex-jogadora de voleibol brasileira. Atuando como central pela seleção brasileira, recebeu uma medalha de ouro nos Jogos Olímpicos de 2008, em Pequim. Participou também dos Jogos Olímpicos de 2004, em Atenas, quando a seleção terminou em quarto lugar. Em 2003 recebeu o título de melhor bloqueadora da Copa do Mundo, no Japão, onde conquistou a medalha de prata. Em 2014, disputou o Campeonato Paulista pelo Vôlei Bauru; e em 2015 acertou o seu retorno a equipe para disputar a Superliga, após um período sem clube. É filha da também atleta olímpica Aída dos Santos, com quem comanda o Instituto Aída dos Santos, uma entidade  que tem o intuito de aliar  esporte e educação para adolescentes de comunidades de baixa renda de Niterói.

## Títulos
Equipe
- 1997: Ouro na Superliga Feminina de Voleibol
- 1999: Ouro na Superliga Feminina de Voleibol
- 2001: Ouro na Superliga Feminina de Voleibol
- 2003: Ouro na Superliga Feminina de Voleibol; Prata na Copa do Mundo de Voleibol
- 2004: Ouro no Grand Prix de Voleibol; Ouro no Campeonato Brasileiro de Voleibol; 4º lugar nos Jogos Olímpicos de 2004
- 2005: Ouro na Superliga Feminina de Voleibol[1]
- 2008: Ouro nos Jogos Olímpicos de 2008[1][2]
- 2011: Ouro nos Jogos Mundiais Militares[3]
- 2015: Ouro nos Jogos Mundiais Militares[4][5]

Individual
- 2003: Melhor bloqueadora da Copa do Mundo de Voleibol[1][6]

### Clubes
| Clube          | País    | De   | Até  |
| Rexona/Paraná  | Brasil  | 1997 | 2000 |
| C.R. Flamengo  | Brasil  | 2000 | 2001 |
| BCN/Osasco     | Brasil  | 2001 | 2003 |
| Finasa/Osasco  | Brasil  | 2003 | 2007 |
| Asystel Novara | Itália  | 2007 | 2008 |
| Karşıyaka SK   | Turquia | 2008 | 2009 |
| Galatasaray SK | Turquia | 2009 | 2010 |
| Unilever/Rio   | Brasil  | 2010 | 2014 |
| Vôlei Bauru    | Brasil  | 2014 | 2016 |
| Curitiba Vôlei | Brasil  | 2019 | 2021 |